# ترشنبة
ترشنبة (بالفارسية: ترشنبه) هي قرية تقع في قسم فيروزبهرام الريفي (مقاطعة اسلام شهر) في إيران. يقدر عدد سكانها بـ 90 نسمة بحسب إحصاء 2016.